# Abedalá ibne Maleque Alcuzai

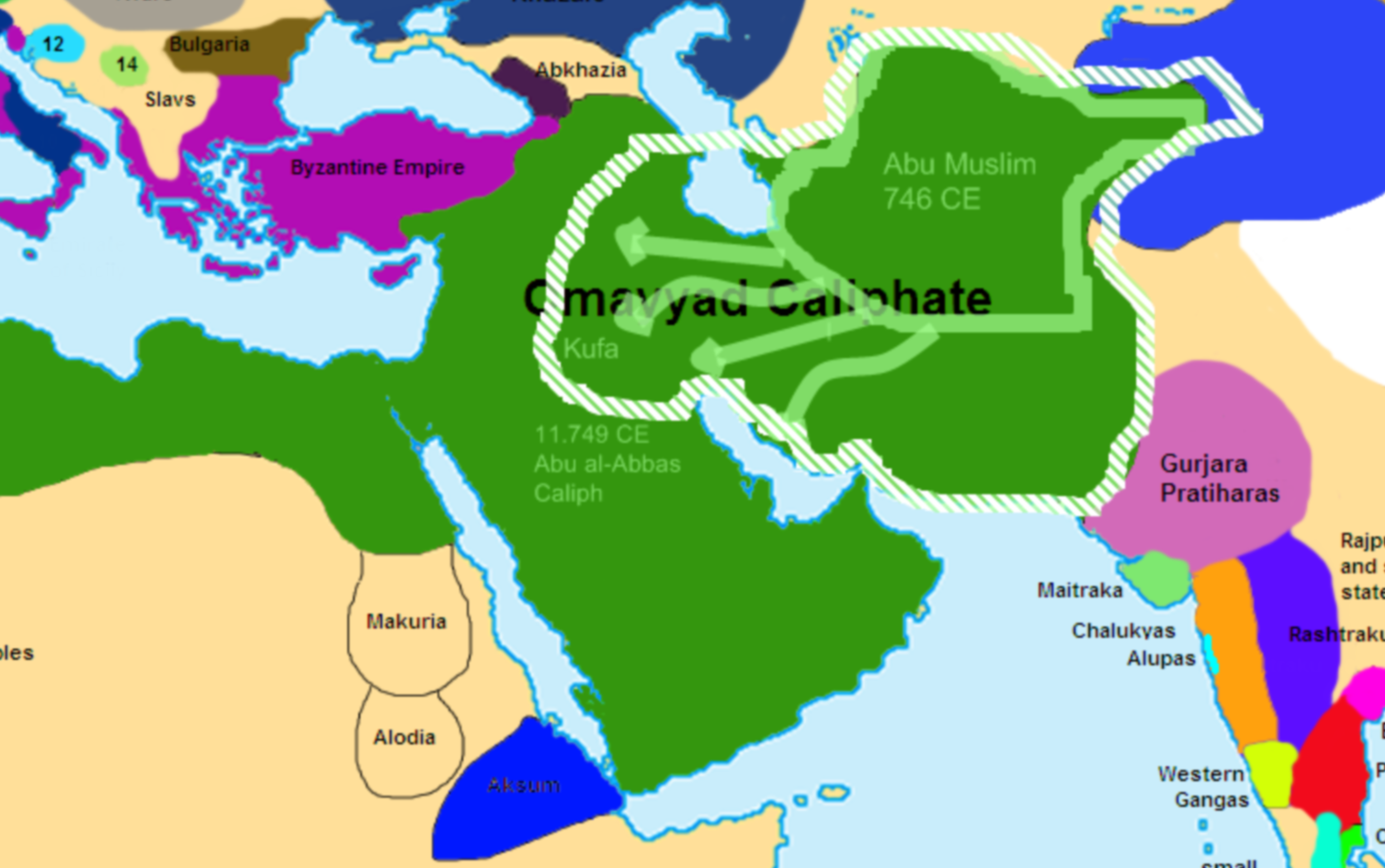
Avanço da Revolução Abássida no Califado Omíada

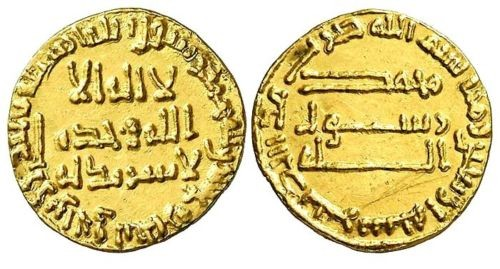
Dinar de ouro do califa Almançor r.

Abedalá ibne Maleque Alcuzai (em árabe: عبد الله بن مالك الخزاعي; romaniz.: ʿAbd Allāh ibn Malik al-Khuza'i) foi um oficial militar sênior e governador profissional do começo do Califado Abássida.

## Vida
O pai de Abedalá, Maleque ibne Alhaitame Alcuzai, foi um dos primeiros e mais importantes líderes do movimento abássida no Coração, e da Revolução Abássida que derrubou os omíadas. Como membros seniores dos privilegiados Coraçanes (Khurasaniyya), o exército coraçane que formou o principal pilar do regime, a família de Maleque gozou de acesso a posições de poder. Assim, Abedalá serviu primeiro, segundo Califa ibne Caiate, como governador do Coração sob o califa Almançor (r. 754–775), e então sucedeu seu irmão Hâmeza (que por sua vez havia sucedido seu irmão mais velho Nácer) como comandante da xurta califal próximo ao fim do reinado de Almadi (r. 775–785). Ele reteve o posto sob Alhadi (r. 785–786), durante cujo reinado foi "uma das figuras mais proeminentes" (Hugh N. Kennedy). Durante este período, apoiou Alhadi em sua tentativa de remover seu irmão mais novo, Harune Arraxide (r. 786–809), da linha sucessória em favor de seu próprio filho, e instou Alhadi para executar Iáia ibne Calide ibne Barmaque.
Consequentemente, o poder de Abedalá diminuiu quando Harune ascendeu ao trono e durante o período o período de dominação do governo pelos barmécidas, embora tenha servido como governador de Moçul em 789–781. Após a queda da família barmécida no começo de 803, Abedalá novamente assumiu altos ofícios: serviu como comandante da xurta de Harune, e em 805 tornou-se governador do Tabaristão, Hamadã e outras províncias iranianas ocidentais. Ele participou na invasão em larga escala de Harune na Ásia Menor do Império Bizantino em 806. No ano seguinte, lutou contra os curramitas, e em 818 acompanhou Harune ao Coração para suprimir a rebelião de Rafi ibne Alaite.
Após a morte de Harune no Coração no começo de 809, Abedalá permaneceu na província, junto da corte do segundo herdeiro de Harune, Almamune (r. 811–833), em Marve. Na subsequente guerra civil entre Almamune e seu meio-irmão, o califa Alamim (r. 809–813), Abedalá permaneceu ao lado do primeiro em Marve. Foi um dos vários líderes militares que se recusaram a chefiar o governo de Almamune, um posto que posteriormente foi tomado por Alfadle ibne Sal. Suas relações com Almamune foram tensas, mas acompanhou-o para leste e esteve com ele quando entrou em Bagdá em 819. Abedalá teve dois filhos, Abas e Mutalibe. Abas serviu como governador de Rei, mas foi demitido por Almamune devido a seu apoio a Alamim, enquanto Mutalibe desempenhou um "papel muito tortuoso" (Kennedy) na guerra civil e serviu duas vezes como governador do Egito.